# Ghiroda Nouă

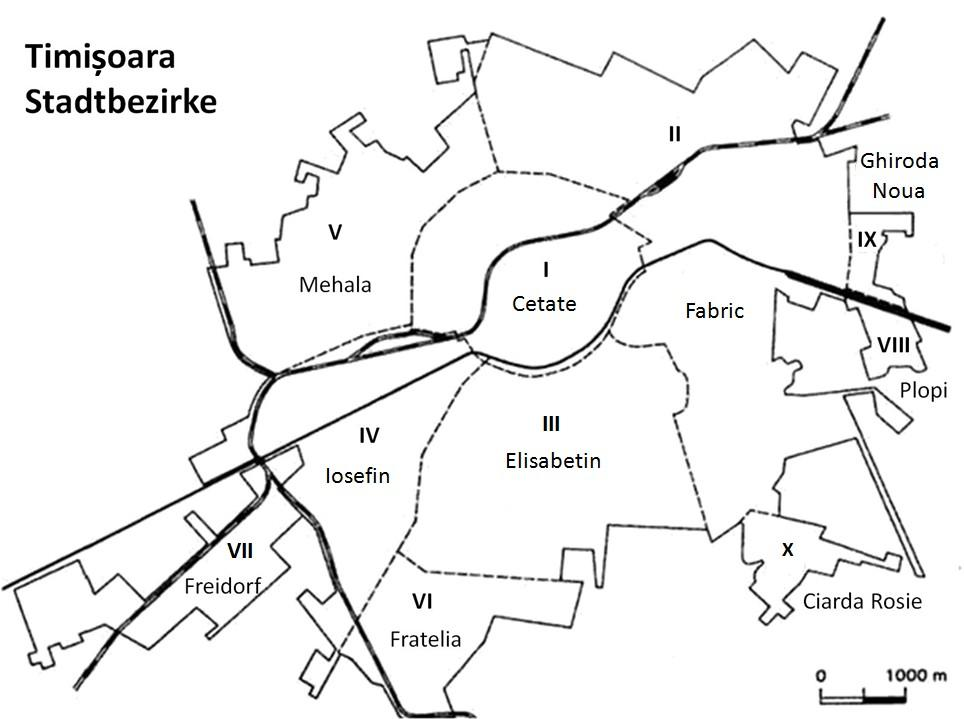
Stadtbezirke von Timișoara

Ghiroda Nouă (deutsch Neu-Giroda, ungarisch Újgiroda, Erzsébetpuszta oder Erzsébetháza puszta) ist der IX. Bezirk der westrumänischen Stadt Timișoara (deutsch Temeswar) und liegt auf der nördlichen Seite des Bega-Kanals. Der im östlichen Teil der Stadt gelegene Bezirk erstreckt sich über eine Fläche von 72 Hektar und wurde 1951 zusammen mit dem südlich anschließenden Nachbarbezirk Plopi nach Timișoara eingemeindet.

## Geschichte
1711 hatte der türkische Pascha Hassan seine Sommerresidenz in Gyroda, die von Eugen von Savoyen noch vor der Belagerung der eigentlichen Festung Temeschburg eingenommen wurde. In Gyroda war ein Teil der österreichischen Armee unter dem Kommando von Graf Pálffy stationiert.
Während der Josephinischen Landesaufnahme unter Claudius Florimund Mercy (1723–1725) ist Girouda als bewohnter Ort mit Kirche und 24 Häusern eingetragen. Vorwiegend wurden auf dem Ghirodaer Hotter Reis und Maulbeerbäume angebaut.
Der Bezirk ging aus der früheren Colonia Crișan (deutsch Krizsan-Kolonie, ungarisch Krizsántelep) hervor. Ghiroda war eine rumänische Siedlung mit einer orthodoxen Kirche. 1774 wurde auch eine rumänische Schule, eine der ersten Schulen Rumäniens, hier gegründet. 1949 wurde Ghiroda der Stadt Timișoara einverleibt und bildet heute zusammen mit Giarmata-Vii deren IX. Bezirk. In Ghiroda besteht auch eine römisch-katholische Kirche.